# Parábola de la red barredera

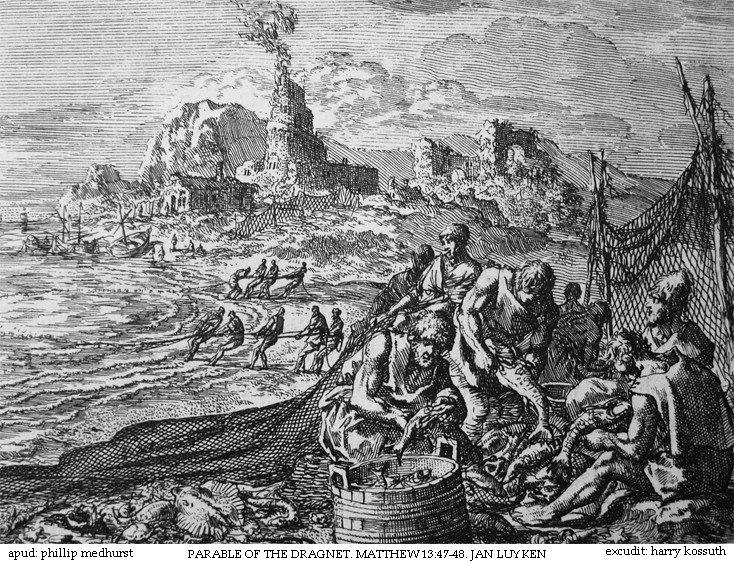
Jan Luyken grabado de la parábola, Bowyer Bible

La Parábola de la red barredera es una parábola de Jesús que aparece en el capítulo 13 de  San Mateo y se refiere al juicio final. Esta parábola es la séptima y última del capítulo 13 de  Evangelio de San Mateo, que comenzó con la parábola del sembrador. Sigue directamente a la parábola de la perla de gran valor, que trata del Reino de Dios. Por lo tanto, vincula el Reino de Dios con el juicio final: la separación para el infierno y el cielo. Jesús contó la parábola a sus discípulos.
La parábola también se encuentra en tres  evangelios no canónicos: de Clemente de Alejandría, en el Heliand y en el Evangelio de Tomás. En el Evangelio de Tomás, se denomina Parábola del Pescador.

## La parábola
La parábola es la siguiente:

Además, el Reino de los Cielos es como una red de arrastre, que se echó al mar y recogió peces de toda clase, que, cuando se llenó, sacaron a la playa. Se sentaron y recogieron lo bueno en recipientes, pero lo malo lo tiraron. Así será al final de la era. Los ángeles saldrán y separarán a los malos de entre los justos y los echarán al horno de fuego. Allí será el llanto y el crujir de dientes".
Jesús les dijo: "¿Habéis entendido todo esto?".
Ellos le respondieron: "Sí, Señor".
Les dijo: "Por eso, todo escriba que ha sido hecho discípulo en el Reino de los Cielos es como un hombre que es dueño de casa, que saca de su tesoro cosas nuevas y viejas.Mateo 13:47-52

## Enseñanza moral según la Iglesia Católica
Al igual que la parábola de la cizaña, anterior en Mateo 13, esta parábola se refiere al juicio final. En este caso, la imagen se extrae de la separación de los peces comestibles de los no comestibles capturados por una red, probablemente una red de pesca al cerco. Un extremo de la red de arrastre se mantiene en la orilla, el otro extremo se arrastra al mar y se devuelve a la orilla. El pasaje dice que "los ángeles vendrán y separarán a los malvados de los justos" de manera similar a la separación de la cizaña del trigo en la parábola de la Cizaña.
Arthur Pink explicó que "Los peces 'buenos' representan a los creyentes; el hecho de que estén 'reunidos' habla de la asociación-comunidad; mientras que los 'recipientes' hablan de la separación del mundo". Primero, los pescadores separarán a los creyentes (los peces buenos), y finalmente los ángeles se llevarán a los no creyentes al infierno.

## Algunas interpretaciones

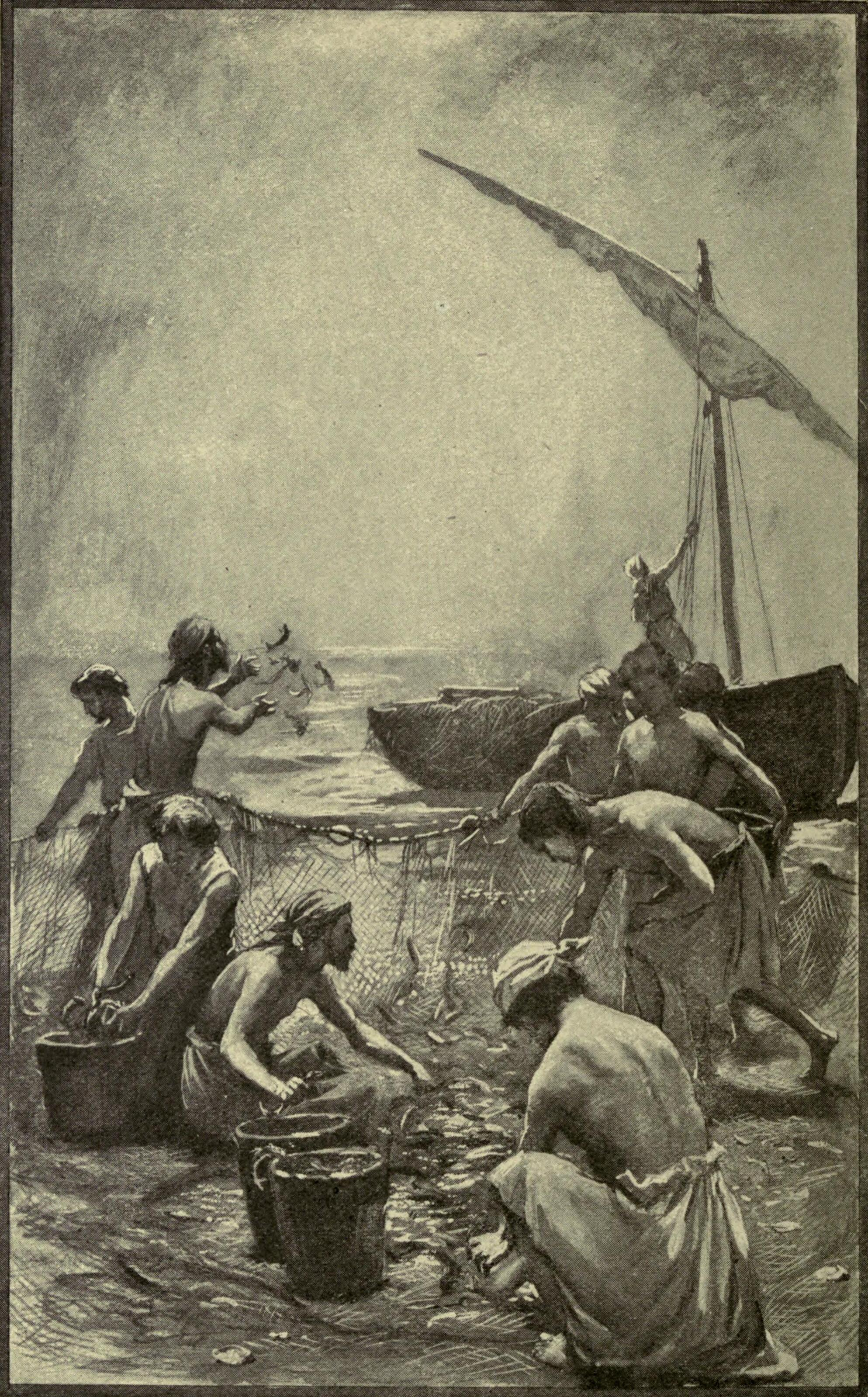
"El Reino de los cielos es semejante a una red que se echa en el mar y se recogen peces de todo tipo"

Según J Duncan M Derrett, profesor de Derecho Oriental en la Universidad de Londres, la parábola trata de la técnica de una misión.  Explica:

 Así como uno puede encontrar una cizaña en el trigo (Mat. 13, 29), así también, si uno no pesca con un ángulo sino con una red de arrastre, arrastrará muchos artículos inadecuados. La predicación selectiva, las sesiones individuales, como las que el propio Jesús tuvo ocasionalmente, no deberían ser el método normal de proceder. También los gentiles escucharían su mensaje. Los peces humanos, esparcidos a lo largo de la playa, serían en efecto de todas las especies.

Jack Dean Kingsbury, profesor de teología Aubrey Lee Brooks en el Seminario Presbiteriano de la Unión en Richmond, Virginia, afirmó que la parábola trata de la cosecha. Explicó que la era actual es diferente de la futura, pero ambas están bajo la ordenanza divina.  La iglesia no debe intentar establecer una comunidad santa. La asociación del mal con los justos es sólo temporal. Al final, se producirá la separación y, por lo tanto, cada cristiano debe examinarse a sí mismo para evitar ser declarado malo.
Juan Crisóstomo describió esto como una "parábola terrible", señalando que:

¿Y en qué se diferencia de la parábola de la cizaña? Porque también allí los unos se salvan, los otros perecen; pero allí, por elegir doctrinas perversas; y los anteriores a ésta, por no prestar atención a sus dichos, pero éstos por la maldad de la vida; que son los más desdichados de todos, habiendo alcanzado su conocimiento, y siendo atrapados, pero ni siquiera tan capaces de salvarse. Chrysostom, 1885

Los comentarios finales de Jesús indican que "los verdaderos maestros del reino exhiben el tesoro del reino para que todos lo vean" 
El reformador Juan Calvino interpretó la parábola en el sentido de:

Cristo nos informa de que hay que soportar pacientemente una mezcla de buenos y malos hasta el fin del mundo, porque hasta entonces no se producirá una verdadera y perfecta restauración de la Iglesia. Además, nos advierte que no es suficiente, y más aún, que nos importa poco, ser reunidos en el redil, a menos que seamos sus verdaderas y elegidas ovejas... [y] que [los discípulos] puedan comunicar a otros lo que han recibido. De esta manera [Cristo] despierta y excita sus mentes más y más para desear la instrucción. Dice que los maestros son como los dueños de casa, que no sólo se preocupan por su propia comida, sino que tienen una reserva para el sustento de los demás; y que no viven tranquilos en cuanto al día que pasa, sino que hacen provisiones para un período futuro y lejano. El significado, por lo tanto, es que los maestros de la Iglesia deben estar preparados por medio de un largo estudio para dar al pueblo, como de un almacén, una variedad de instrucción concerniente a la palabra de Dios, según lo requiera la necesidad del caso.'Calvin, 1845, pp. 130-

El teólogo William Barclay indicó que "[La parábola] establece que no debe haber selectividad en la predicación del evangelio. Para nosotros, esto es un lugar común... Pero para el mundo antiguo, esto era algo sorprendente. El mundo antiguo era un mundo de barreras y de desprecio".
La Parábola de los escribas del final se considera generalmente como parte de la parábola. Pero algunos estudiosos la consideran separada, por lo que constituye ocho -no siete- parábolas en Mateo 13.

## Versión no canónica
La parábola de la red se encuentra también en los escritos de Clemente de Alejandría (c. 150-215 de la era cristiana), en el Heliand (poema del siglo IX de la era cristiana) y en el Evangelio de Tomás. Los argumentos son similares, pero con ligeras variaciones. Clemente de Alejandría escribió:
El reino de los cielos es como un hombre que echa la red en el mar".
En el Heliand está escrito:

También su obra [el reino de los cielos] es como un hombre que echa la red en el mar, una red de pesca en el diluvio 

Según el Evangelio de Tomás (cap. 8):

Y dijo: El hombre es como un pescador sabio que echó su red al mar; la sacó del mar llena de peces pequeños; entre ellos, encontró un pez grande y bueno, el pescador sabio; echó todos los peces pequeños al mar, eligió el pez grande sin dificultad. El que tenga oídos para oír, que oiga!